# Дабишевац
Дабишевац (алб. Dabishec) је насељено место у граду Приштини на Косову и Метохији. Према попису из 2024. у насељу је живело 48 становника.

## Положај
Атар насеља се налази на територији катастарске општине Дабишевац површине 1093 ha. Село Дабишевац је удаљено око 20 km од Косовске Каменице и око 25 km од Приштине.

## Историја
Село је вероватно добило име по Дабижаву, властелину који је 1354/55. године недалеко одатле подигао Богородичину цркву. Албанци су овде почели да се досељавају од 1730. године. Крајем 19. века у селу је још постајала напуштена православна црква са очуваним ктиторским натписом.

## Становништво
Према попису из 2011. године, Дабишевац има следећи етнички састав становништва:
| Националност | 2011.        |
| Албанци      | 107 (99,07%) |
| Срби         | 1 (0,93%)    |
| Укупно       | 108          |

| Демографија | Демографија | Демографија |
| Година      | Становника  | Становника  |
| ----------- | ----------- | ----------- |
| 1948.       | 544         |             |
| 1953.       | 624         |             |
| 1961.       | 731         |             |
| 1971.       | 727         |             |
| 1981.       | 594         |             |
| 1991.       | 606         |             |
| 2011.       | 108         |             |